# Andrew Feldmár
Andrew Feldmár, ursprungligen Feldmár András, född 28 oktober 1940 är en ungersk-kanadensisk matematiker, psykolog och psykoterapeut, känd för sin kritik av konventionell psykologi, och för sin skriftliga gärning.  

## Biografi
Feldmár utvandrade från Ungern till Kanada 1956, vid sexton års ålder. Sedan 1970 har han bedrivit klinisk psykologi och psykoterapi i Vancouver. Där blev han också, år 1974, personligt bekant med Ronald David Laing, och spenderade ett år i London som dennes student. I likhet med sin vän och mentor Laing är Feldmár kritisk till rent biologiska diagnoser och behandlingar. I stället, menar han, måste patientens lidande ses i ett socialt och kulturellt sammanhang. Han har skrivit många böcker; återkommande teman är skam, trauma, rädsla och mänskliga relationer.